# Marco Ricci (pittore 1938-1995)

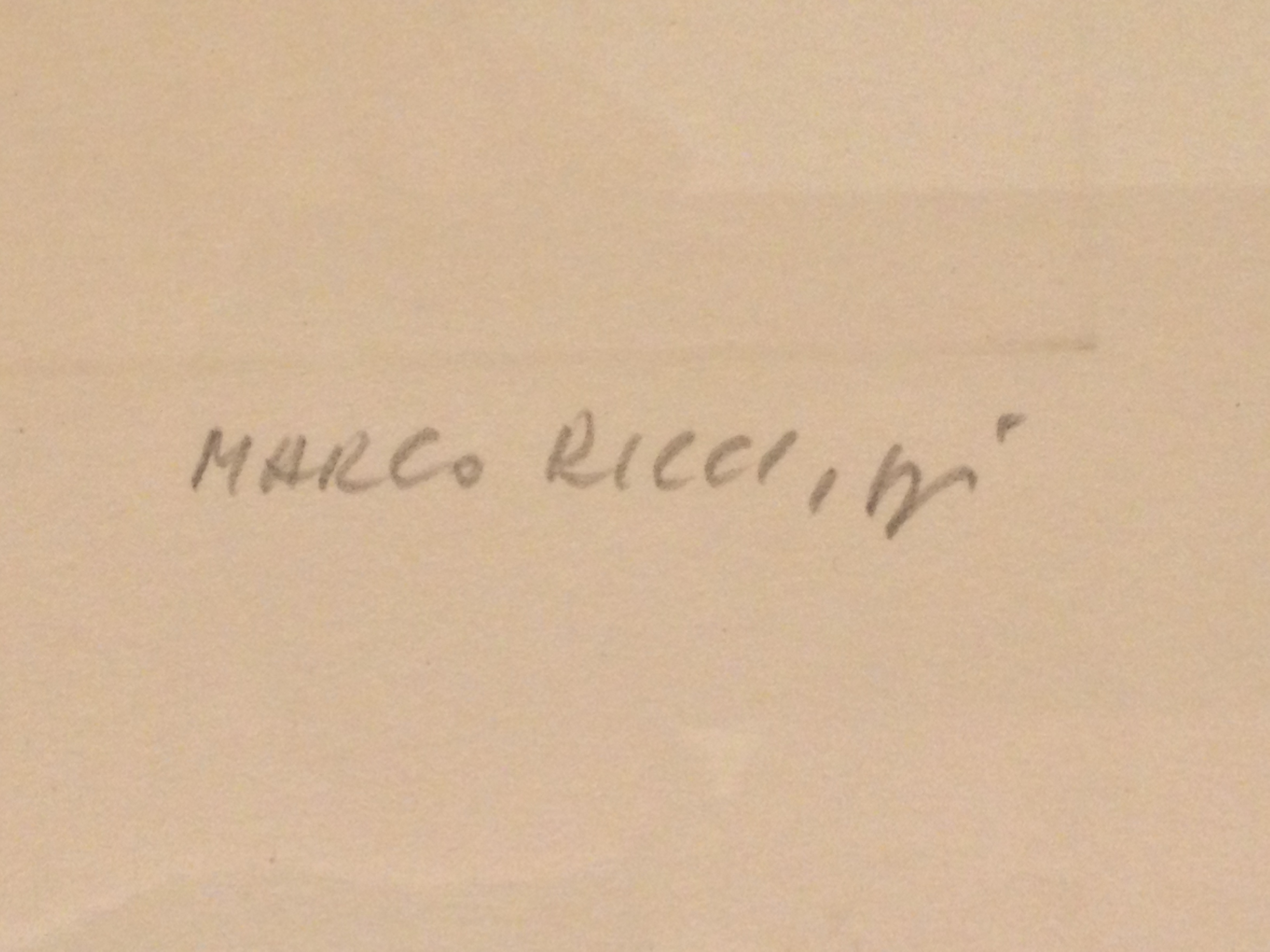
Marco Ricci oggi firma senza data

Marco Ricci (Roma, 3 marzo 1938 – Roma, 27 luglio 1995) è stato un pittore e incisore italiano, di stile prevalentemente figurativo, che usava non datare i propri quadri che firmava quindi Marco Ricci, oggi.

## Biografia
Nato a Roma a Piazzale delle Muse, in una famiglia borghese, col padre avvocato giuslavorista e madre casalinga, trascorre la sua infanzia tra l'appartamento romano di Viale Bruno Buozzi ai Parioli e la casa di campagna di Catino, in Sabina, penultimo di quattro figli. Ottiene la maturità classica presso il liceo Mameli di Roma. Mentre frequenta la facoltà di Lettere e Filosofia dell'Università di Roma è iscritto all'albo dei giornalisti e collabora colla terza pagina de L'Unione Sarda. Insieme ad un gruppo di sodali, tra cui Ottorino Gurgo e Guido Palladini, con Paolo Malfanti come redattore capo, tenta di dar vita ad un nuovo periodico di cultura, arte e politica, intitolato Opinioni il cui numero unico esce il 23 gennaio 1960.
L'editoriale, intitolato Alla gente, precisa la portata del titolo della testata ed offre, forse, una chiave di lettura riguardo allo stilema della firma senza data che potrebbe richiamare il radicamento dell'opera pittorica nel transeunte alla stessa stregua delle opinioni, che a loro volta si qualificano come mutevoli tentativi di raggiungere la verità.

Terminata l'esperienza di Opinioni, viene chiamato da Giovanni Franzoni ad insegnare Storia dell'arte, Storia della filosofia e Storia della letteratura italiana presso il liceo-ginnasio S. Maria del collegio dell'abbazia di Farfa (1963-1967). Nel 1966 sposa Bernadette Baeriswyl, giovane ginevrina che sarà la modella ricorrente nei quadri raffiguranti la dormeuse e la madre dei suoi quattro figli. 

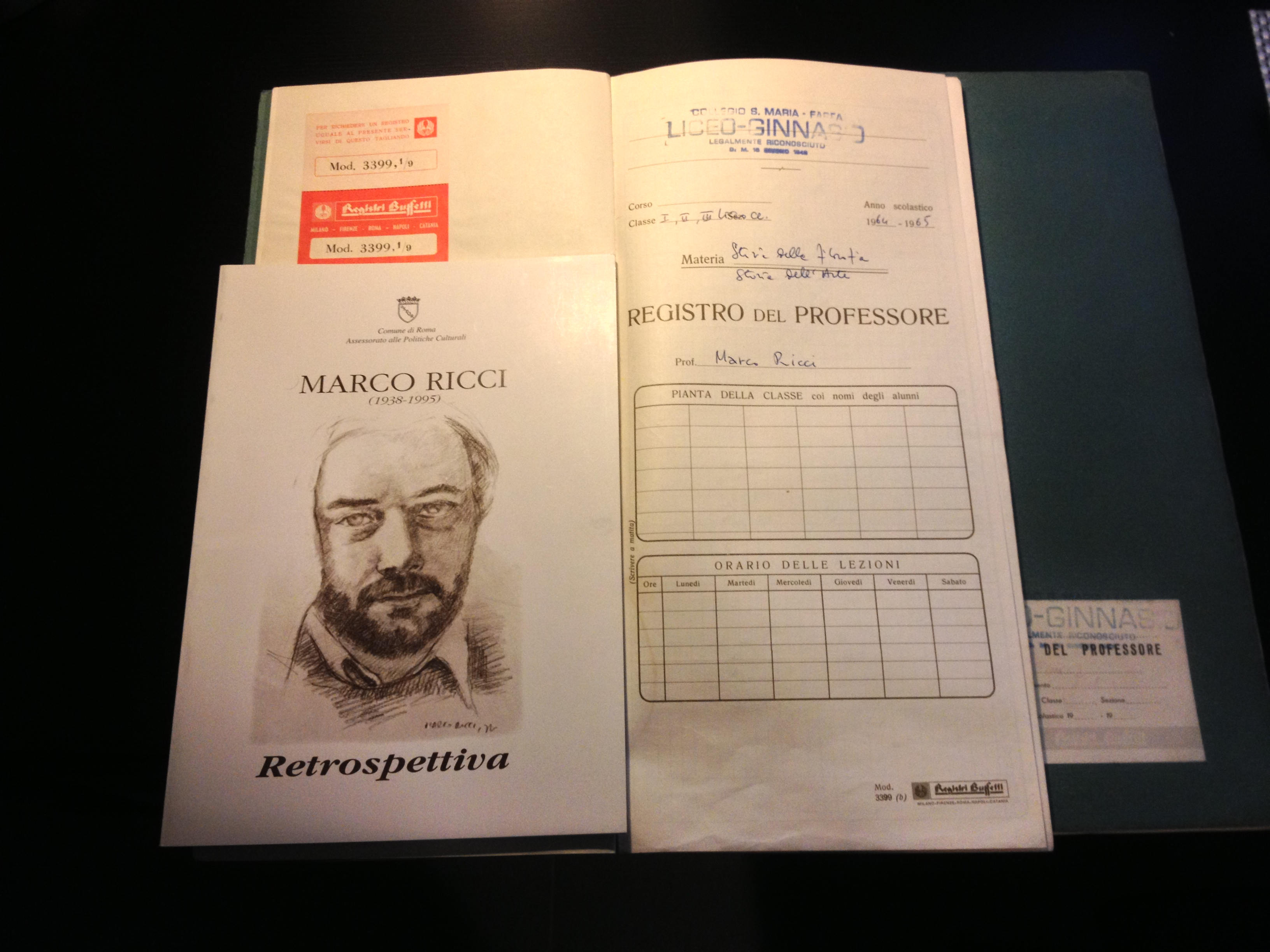
Marco Ricci (1938-1995) - Registri farfensi e catalogo retrospettiva romana

I primi esperimenti pittorici risalgono al periodo scolastico, quando al piano terra abitava Alberto Savinio di cui conosceva il figlio. Tuttavia la scelta di dedicarsi interamente alla pittura matura soltanto nel 1970, a Napoli. Dopo essere approdato al Liceo Pareto di Losanna (1967-1969), egli occupa un posto presso la sede napoletana della Banca Fideuram. Qui, abitando a Via Tasso sul Vomero, Marco Ricci frequenta il pittore Edoardo Giordano e decide di fare della pittura la sua unica occupazione. La scelta è coraggiosa e malgrado le difficoltà sarà confermata fino al 1988, quando, in seguito al trasferimento in Svizzera e dopo una lunga serie di traslochi nel centritalia, per necessità finanziaria, Marco Ricci si dedica al mestiere di operaio grafico presso una rinomata manifattura ginevrina di stampa a secco (rilievografia).
In seguito ad un infortunio sul lavoro, Marco Ricci, torna in Italia e riprende l'attività pittorica facendo la spola tra Roma e Ginevra. A causa di un principio di miopia, la produzione di nature morte di questo periodo è caratterizzato da un trattamento del colore par masse abbastanza omogenee ma dai contorni sfumati. In seguito a complicazioni postoperatorie legate ad un banale intervento di colostomia eseguito al Policlinico Umberto I di Roma, Marco Ricci muore nel giorno del ventesimo compleanno del suo ultimo figlio. Il Comune di Roma gli tributa una retrospettiva nel 1998 a tre anni dalla scomparsa, con un catalogo che propone una vasta anche se non ancora completa rassegna delle opere corredata da alcune testimonianze tra cui il testo composto dalla figlia per l'elogio funebre nella basilica di Santa Maria del Popolo.